# باشگاه فوتبال صنایع اراک
تیم فوتبال صنایع اراک یک تیم فوتبال  در ایران بود. این تیم به عنوان تیم اول شهر اراک و استان مرکزی شناخته می‌شد. این تیم هم‌چنین سابقه حضور  در لیگ دسته یک فوتبال ایران قرار دارد.این تیم در سال ۱۳۸۱ با خرید امتیاز تیم فوتبال پارت سازان مشهد توسط علی نظری نماینده اراک در مجلس فعالیت خود را آغاز کرد و ۱۱ شرکت صنعتی اراک عضو هیئت مدیره و حامی مالی آن بودند تا اینکه پس ازپنج سال حضور در لیگ شرکت آلومینیوم اراک رسما در سال ۱۳۸۶ مالک تیم شد و تا سال ۸۸ تا آستانه لیگ برتر هم رفت، اما باخصوصی شدن شرکت آلومینیوم باشگاه فوتبال آلومینیوم منحل شد و امتیاز تیم در سال ۱۳۸۸ به مهندس مرتضوی و باشگاه شن سا واگذار شد. این تیم در سال ۱۳۹۰ با واگذاری به شهرداری اراک با نام شهرداری اراک ادامه حیات داد.

## مربیان تیم
- جسین کازرانی (۱۳۸۲-۱۳۸۱)
- منصور پورحیدری (۱۳۸۵-۱۳۸۲)
- فراز کمالوند (اسفند ۱۳۸۶-۱۳۸۶)
- ناصر ابراهیمی (خرداد۱۳۸۶-اسفند ۱۳۸۶)
- جواد زرینچه (خرداد۱۳۸۶)
- ساویو سوسا (شهرویور ۱۳۸۵)
- منصور پورحیدری (۱۳۸۹-)
- یعقوب وطنی (۱۳۸۹-)
- ناصر پورمهدی (۱۳۸۹-)
- نادر دست نشان (۱۳۹۰)
- مسعود حنطه (۱۳۹۰-۱۳۹۱)

## باریکنان مشهور
- سیروس دین محمدی
- اشکان نامداری
- محمد نوازی
- سید مهدی حسینی
- محمدرضا مهربانی
- احمد فیض کریم لو
- طاهر هویزه
- صابر میرقربانی
- رسول میرطرقی
- محمود پوراسداله
- سید میثم آقایی
- لفته حمیدی
- حمید نشاط جو
- محمد نامجو
- علی بختیاری زاده